# Sanctuaire Notre-Dame-de-Cuapa de San Francisco de Cuapa
Le sanctuaire Notre-Dame-de-Cuapa de San Francisco de Cuapa est un lieu de pèlerinage catholique situé à San Francisco de Cuapa au Nicaragua, auquel l’Église catholique donne le statut de sanctuaire national,. Il est construit sur le lieu d’une apparition mariale dite de la Vierge de Cuapa (es), et est rattaché au diocèse de Juigalpa.

## Historique
La première des apparitions mariales dites de la Vierge de Cuapa (es) a lieu le 8 mai 1980. Le sanctuaire est construit à son emplacement.
Le 13 janvier 2013, il est nommé tour à tour sanctuaire diocésain et sanctuaire national, ainsi que lieu où s’accordent des indulgences.